# Nối vòng tay lớn
"Nối vòng tay lớn" là một bài hát của nhạc sĩ Trịnh Công Sơn được sáng tác năm 1968. Sau sự kiện 30 tháng 4 năm 1975, ca khúc này được vang lên trên Đài Phát thanh Sài Gòn do chính ông trình bày. Ngày nay, ca khúc trở nên quen thuộc với nhiều người dân Việt Nam, thường được hát trong những sinh hoạt tập thể, đêm nhạc cộng đồng cũng như nhiều chương trình âm nhạc lớn nhỏ ở trong nước cũng như hải ngoại. Ca khúc "Nối vòng tay lớn" được đưa vào sách giáo khoa Âm nhạc lớp 9 của Việt Nam. Tuy nhiên, đến năm 2017, ca khúc mới được cấp phép trình diễn trong nước.

## Hoàn cảnh ra đời và trình diễn trước 1975
Sáng tác năm 1968, "Nối vòng tay lớn" được thu âm lần đầu bởi ca sĩ Khánh Ly trong băng Hát cho quê hương Việt Nam 1 năm 1969. Bài hát cũng được hát trong "Trại hè sinh viên, học sinh quốc nội và hải ngoại" (hay còn gọi là trại Nối vòng tay lớn) tại Huế vào ngày 24 và 25 tháng 4 năm 1970. Trong trại hè đó, Trịnh Công Sơn đã lần đầu đàn và thể hiện bài hát này. Lời và nhạc bài hát được in trong nhạc tập Kinh Việt Nam, được ra mắt năm 1970, tập hợp 12 ca khúc phản chiến của Trịnh Công Sơn. Bìa tập nhạc được thiết kế bởi họa sĩ Đinh Cường.
Sau thời khắc xe tăng 390 húc đổ cổng Dinh Độc Lập ngày 30 tháng 4 năm 1975 và lời tuyên bố đầu hàng của Tổng thống Việt Nam Cộng hòa Dương Văn Minh, đến 15 giờ ngày 30 tháng 4, nhạc sĩ Trịnh Công Sơn đã liên lạc với Quân Giải phóng miền Nam Việt Nam và có lời giới thiệu, đồng thời tuyên bố trên Đài Phát thanh Sài Gòn, kêu gọi người dân miền Nam ủng hộ Chính phủ Cách mạng lâm thời miền Nam Việt Nam:
| “ | Tôi, nhạc sĩ Trịnh Công Sơn, rất vui mừng và cảm động gặp và nói chuyện với tất cả các anh em văn nghệ sĩ ở miền Nam Việt Nam này. Hôm nay là ngày mơ ước của tất cả chúng ta... Ngày mà chúng ta giải phóng hoàn toàn đất nước Việt Nam này... Những điều mơ ước của các bạn bấy lâu là độc lập, tự do, và thống nhất thì hôm nay chúng ta đã đạt được tất cả kết quả đó... Hôm nay tôi yêu cầu các văn nghệ sĩ cách mạng miền Nam Việt Nam, các bạn trẻ và Chính phủ Cách mạng lâm thời xem những kẻ ra đi là những kẻ phản bội đất nước... Chính phủ Cách mạng lâm thời đến đây với thái độ hòa giải, tốt đẹp. Chúng ta không có lý do gì để sợ hãi mà ra đi cả. Đây là cơ hội duy nhất và đẹp đẽ nhất để đất nước Việt Nam được thống nhất và độc lập. Thống nhất và độc lập là những điều chúng ta mơ ước suốt mấy chục năm nay. Tôi xin tất cả các bạn, thân hữu và cũng như những người chưa quen của tôi xin ở lại và kết hợp chặt chẽ với Ủy ban Cách mạng lâm thời để góp tiếng nói xây dựng miền Nam Việt Nam này..." | ” |

Sau đó, Trịnh Công Sơn hát "Nối vòng tay lớn", cùng với cựu Chủ tịch Tổng hội Sinh viên Sài Gòn Nguyễn Hữu Thái và một số thanh niên, trên sóng phát thanh mà không cần nhạc đệm. Tuy nhiên, thông tin này không có sự thống nhất, khi trong những người Sài Gòn lúc đó có người đã nghe Trịnh Công Sơn hát với tiếng đàn nhưng cũng có người cho rằng ông hát mà không có đàn guitar. Đây là bài hát đầu tiên phát lên sóng của Đài phát thanh Sài Gòn sau thời khắc Dương Văn Minh tuyên bố đầu hàng Quân Giải phóng miền Nam Việt Nam.

## Sử dụng sau năm 1975
Sau ngày 30 tháng 4 năm 1975, ca khúc "Nối vòng tay lớn" mới được nhiều người Việt Nam biết đến. Nhạc phẩm này cho đến nay đã trở thành phong trào, được sử dụng trong nhiều hoạt động của học sinh, sinh viên trong nước. Ngoài ra, bài hát này cũng đã được được biểu diễn khắp nơi từ các sân khấu lớn nhỏ, trên đài truyền hình, đài phát thanh,... cả trong và ngoài nước.
Bài hát này được đưa vào giảng dạy trong sách giáo khoa Âm nhạc và Mĩ thuật lớp 9 ở các nhà trường phổ thông ở Việt Nam. Năm 2012, một MV thể hiện ca khúc bằng nhạc rock do Nguyễn Thắng Vũ làm đạo diễn, với sự tham gia của nhiều ban nhạc rock Việt như The Light, Thủy Triều Ðỏ, Unlimited, Microwave, Prophecy và Trần Lập. Ngày 31 tháng 3 năm 2013, trong đêm nhạc kỷ niệm 12 năm ngày mất của nhạc sĩ Trịnh Công Sơn ở Thành phố Hồ Chí Minh, kỷ lục dàn đồng ca nhiều người tham gia nhất Việt Nam đã được thiết lập khi hàng chục nghìn người cùng hát ca khúc "Nối vòng tay lớn". Tháng 5 năm 2016, trong chuyến thăm Việt Nam, Tổng thống Mỹ khi đó là Barack Obama cũng đã nhắc đến bài hát "Nối vòng tay lớn" như một sự biểu trưng cho tinh thần hòa bình và hữu nghị. Ca khúc này từng được hơn 60 ca sĩ trình bày trong nước như Cẩm Vân, Thanh Lam, Mỹ Linh, Đan Trường, Việt Hoàn, Mỹ Tâm, Hồ Quang Hiếu.... Ngoài ra bài hát còn được dịch ra tiếng Anh.
Tuy nhiên, cho đến tháng 4 năm 2017, ca khúc "Nối vòng tay lớn" vẫn chưa được cấp phép biểu diễn trong nước, bởi ca khúc này không nằm trong danh mục bài hát trước năm 1975 được Cục Nghệ thuật Biểu diễn (thuộc Bộ Văn hóa, Thể thao và Du lịch) cấp phép phổ biến. Ngày 12 tháng 4 năm 2017, ca khúc "Nối vòng tay lớn" mới được cấp phép lưu hành, biểu diễn tại Việt Nam.

## Nhạc điệu, tiết tấu
Bài "Nối vòng tay lớn" được viết ở nhịp 2/4, giọng Mi thứ, tiết tấu vừa phải.